# Basilisa
Basilisa (precedentemente nota come Rizal) è una municipalità di quarta classe delle Filippine, situata nella Provincia di Isole Dinagat, nella Regione di Caraga.
Basilisa è formata da 27 barangay:
- Benglen
- Catadman
- Columbus
- Coring
- Cortes
- Diegas
- Doña Helene
- Edera
- Ferdinand
- Geotina
- Imee (Bactasan)
- Melgar
- Montag
- Navarro
- New Nazareth
- Poblacion
- Puerto Princesa
- Rita Glenda
- Roma
- Roxas
- Santa Monica
- Santo Niño
- Sering
- Sombrado
- Tag-abaca
- Villa Ecleo
- Villa Pantinople